# Les Êtres chers
Pour plus de détails, voir Fiche technique et Distribution.
Les Êtres chers est un film québécois réalisé et scénarisé par Anne Émond sorti en 2015.

## Synopsis
David Leblanc se met à fabriquer des marionnettes après le décès de son père. Plusieurs années plus tard, il dirige une entreprise familiale lucrative. Entouré de sa famille, il mène une vie paisible au Bas-Saint-Laurent. Quand il apprend que son père s'était suicidé, il tombe lentement dans la mélancolie et se questionne sur son rôle de père et de mari.

## Fiche technique
- Titre original : Les Êtres chers
- Réalisation : Anne Émond
- Scénario : Anne Émond
- Musique : Martin Léon
- Direction artistique : Éric Barbeau
- Costumes : Patricia McNeil
- Maquillage : Kathryn Casault
- Coiffure : Martin Lapointe
- Photographie : Mathieu Laverdière
- Son : Marcel Chouinard, Simon Gervais, Luc Boudrias
- Montage : Mathieu Bouchard-Malo
- Production : Sylvain Corbeil et Nancy Grant
- Société de production : Metafilms
- Société de distribution : Les Films Séville
- Pays d'origine :  Canada
- Langue originale : français
- Format : couleur
- Genre : drame
- Durée : 102 minutes
- Dates de sortie :
  - Suisse : 12 août 2015 (première mondiale à la 68e édition du Festival international du film de Locarno)[2],[3]
  - Canada : 14 septembre 2015 (première canadienne au Festival international du film de Toronto (TIFF))
  - Allemagne : 3 octobre 2015 (Festival du film de Hambourg)
  - Canada : 7 octobre 2015 (Festival international du film de Vancouver (VIFF))
  - Canada : 20 novembre 2015 (sortie en salle au Québec)
  - Suède : 30 janvier 2016 (Festival international du film de Göteborg (GIFF))
  - Canada : 1er mars 2016 (DVD)
  - États-Unis : 23 mai 2016 (Festival international du film de Seattle (SIFF))

## Distribution
- Maxim Gaudette : David Leblanc
- Karelle Tremblay : Laurence Côté-Leblanc
- Valérie Cadieux : Marie
- Mickaël Gouin : André Leblanc
- Louise Turcot : Aline Leblanc
- Antoine DesRochers : Antoine
- Simon Bérubé : Frédéric
- Simon Landry-Désy : Félix
- Annabelle Guérin : Laurence enfant
- Marie-Claude Guérin : Florence
- Olivier Aubin : professeur
- Nathalie Cavezzali : Claire
- Karl Farah : Yves
- Eric Balbàs : Eduardo
- Roger Vilà : Juan
- François Aubin : notaire
- Émile Duchesne : Simon
- Joëlle Bond : ambulancière
- Liam Patenaude : Frédéric enfant
- Eliott Desjardins Gauthier : Antoine enfant
- Normand Gougeon : médecin
- Sébastien Labbé Proulx : gérant
- Jonathan Hervieux : chauffeur d'autobus
- Morgane Blais-Guilbault : Julie
- Eva Kluyskens : Ariane
- Pierre-Luc Fontaine : Michel
- Alain Laperrière : Guy
- Alexis Plante : François
- Annie St-Pierre : Cindy
- Marc Verdaguer Girones : DJ
- Gabrielle Mankiewicz : Linda
- Émile-Olivier Desgens : Luc
- Nadia Girard : Lucie
- Jeanne Canniccioni : Laurence bébé
- Francis Marnen : policier
- Guy Bourgoin : policier

## Prix
- 2015 : prix La Vague du meilleur long métrage de fiction canadien (Festival international du cinéma francophone en Acadie)
- 2015 : prix La Vague Coup de cœur du public (Festival international du cinéma francophone en Acadie)
- 2016 : nomination pour le Trophée du meilleur film lors du 18e gala du cinéma québécois
- 2016 : prix Stella Artois Jay Scott pour le meilleur cinéaste émergent (TFCA Awards)